# Éric Maurin
Eric Maurin (4 de diciembre de 1962) es un economista francés, director de estudios de la Escuela de Estudios Superiores en Ciencias Sociales de París..

## Biografía
Éric Maurin se graduó por la École polytechnique en 1981 y, más tarde, por la École nationale de la statistique et de l'administration économique. Fue miembro de la dirección de la asociación fundada por Michel Rocard y Dominique Strauss-Kahn, A la izquierda en Europa. Ha sido director del Insee hasta 2004.

### La desigualdad
En su libro El gueto francés, Maurin aborda el fenómeno de la gentrificación y la desigualdad, fenómenos que se desarrollaron en las ciudades europeas durante las décadas de 1980 y 1990. En la primera parte de este trabajo, se define la sociedad francesa como fragmentada, debido a las múltiples estrategias de prevención puestas en marcha por cada grupo social para diferenciarse del grupo que se encuentra directamente debajo de él y, a la par, acercarse al de arriba. En un segundo momento, basándose en numerosos estudios citados en referencias, se muestra que estas estrategias no están basadas en temores o en la fantasía, sino en la desigualdad, en particular en relación con el sistema escolar, que se define por las relaciones de vecindad y de sus efectos. Por último, se intenta definir lo que debe ser la puesta en marcha de políticas dirigidas a la restauración de un mejor equilibrio social, después de haber demostrado su beneficio en la comunidad.

### La masificación de la escuela
En La nouvelle question scolaire, se ofrece una revisión de la política de democratización de la educación, que se desarrolló progresivamente desde el período de la posguerra. Recurriendo a la experiencia de la escuela francesa, aunque también con ejemplos de la escuela escandinava, británica o estadounidense, no solo demuestra la expansión de los usos democráticos en el medio, sino también que la continuación de estas políticas es necesaria hoy en día para hacer frente a las nuevos desafíos económicos mundiales.

## Publicaciones
- L'égalité des possibles. La nouvelle société française, La République des idées / Seuil, 2002.
- Le Ghetto français. Enquête sur le séparatisme social, La République des idées / Seuil, 2004.
- La nouvelle question scolaire. Les bénéfices de la démocratisation Seuil, 2007.
- La peur du déclassement. Une sociologie des récessions, La République des idées / Seuil, 2009.
- Avec Dominique Goux, Les nouvelles classes moyennes, La République des idées / Seuil, 2012.
- La Fabrique du conformisme, La République des idées / Seuil, 2015.